# جانوران ۳
جانوران ۳ (انگلیسی: Critters 3) یک فیلم ترسناک و علمی–تخیلی به کارگردانی کریستین پیترسون است که در سال ۱۹۹۱ به نمایش درآمد. از بازیگران آن می‌توان به لئوناردو دی‌کاپریو، ژان کالون و فرانسیس بای اشاره کرد.